# Stefan Dryszel
Stefan Dryszel (* 25. Dezember 1958 in Stanica (bei Gliwice)) ist ein ehemaliger polnischer Tischtennisspieler und polnischer Nationaltrainer. 1984 wurde er Mannschafts-Vizeeuropameister.

## Werdegang
1970 begann Stefan Dryszel mit dem Tischtennissport beim Verein AZS Gliwice, wo er von dem Trainer Kornel Kubaczka gefördert wurde. Zweimal wurde er polnischer Schülermeister.
Später spielte er in Frankreich beim U.L.J.A.P Roncq, von wo er 1991 in die deutsche Bundesliga zu TTC Grenzau wechselte. Ein Jahr später schloss er sich CFC Hertha 06 Berlin an, das er 1995 Richtung Würzburger Kickers verließ. Ein Zwischenspiel beim SV Adelsried beendete er im Jahr 2000 durch seinen Wechsel zu Würzburger Hofbräu. 2005 spielte er in Österreich beim UTTC Salzburg.
Von 1978 bis 1987 nahm Stefan Dryszel an fünf Weltmeisterschaften und fünf Europameisterschaften teil. Dabei holte er im Mannschaftswettbewerb bei der Europameisterschaft 1984 Silber und bei der Weltmeisterschaft 1985 Bronze. Bis 1991 wurde er 145 Mal in der polnischen Nationalmannschaft eingesetzt.
Um 2005 wurde er polnischer Nationaltrainer.

## Privat
Stefan Dryszel hat deutsche Wurzeln, sein Großvater war Deutscher. Er ist verheiratet und hat eine Tochter.

## Turnierergebnisse
| Verband | Veranstaltung       | Jahr | Ort       | Land | Einzel     | Doppel    | Mixed        | Team |
| ------- | ------------------- | ---- | --------- | ---- | ---------- | --------- | ------------ | ---- |
| POL     | Europameisterschaft | 1984 | Moskau    | URS  |            |           |              | 2    |
| POL     | Weltmeisterschaft   | 1987 | New Delhi | IND  | letzte 128 | Qual      | keine Teiln. | 5    |
| POL     | Weltmeisterschaft   | 1985 | Göteborg  | SWE  | letzte 64  | Qual      | Qual         | 3    |
| POL     | Weltmeisterschaft   | 1983 | Tokio     | JPN  | letzte 128 | letzte 32 | letzte 32    | 12   |
| POL     | Weltmeisterschaft   | 1981 | Novi Sad  | YUG  | letzte 64  | letzte 16 | letzte 64    | 8    |
| POL     | Weltmeisterschaft   | 1979 | Pyongyang | PRK  | letzte 128 | letzte 32 | keine Teiln. | 13   |